# Shirley Robertson
Shirley Ann Robertson (ur. 15 lipca 1968 w Dundee) – brytyjska żeglarka sportowa, dwukrotna medalistka olimpijska.
Brała udział w czterech igrzyskach (IO 92, IO 96, IO 00, IO 04), na dwóch zdobyła złote medale. W trzech pierwszych rywalizowała w Europie, w 2000 sięgając po złoto. W 1998, 1999 i 2000 zostawała wicemistrzynią świata. W 2004 triumfowała w klasie Yngling. Załogę tworzyły również Sarah Webb i Sarah Ayton. W 2000 została wybrana żeglarką roku przez Międzynarodową Federację Żeglarską.
Pracuje jako dziennikarka w CNN.